# NGC 3344
NGC 3344 és una galàxia espiral situada a la constel·lació de Lleó Menor.